# Galloway
För andra betydelser, se Galloway (olika betydelser).

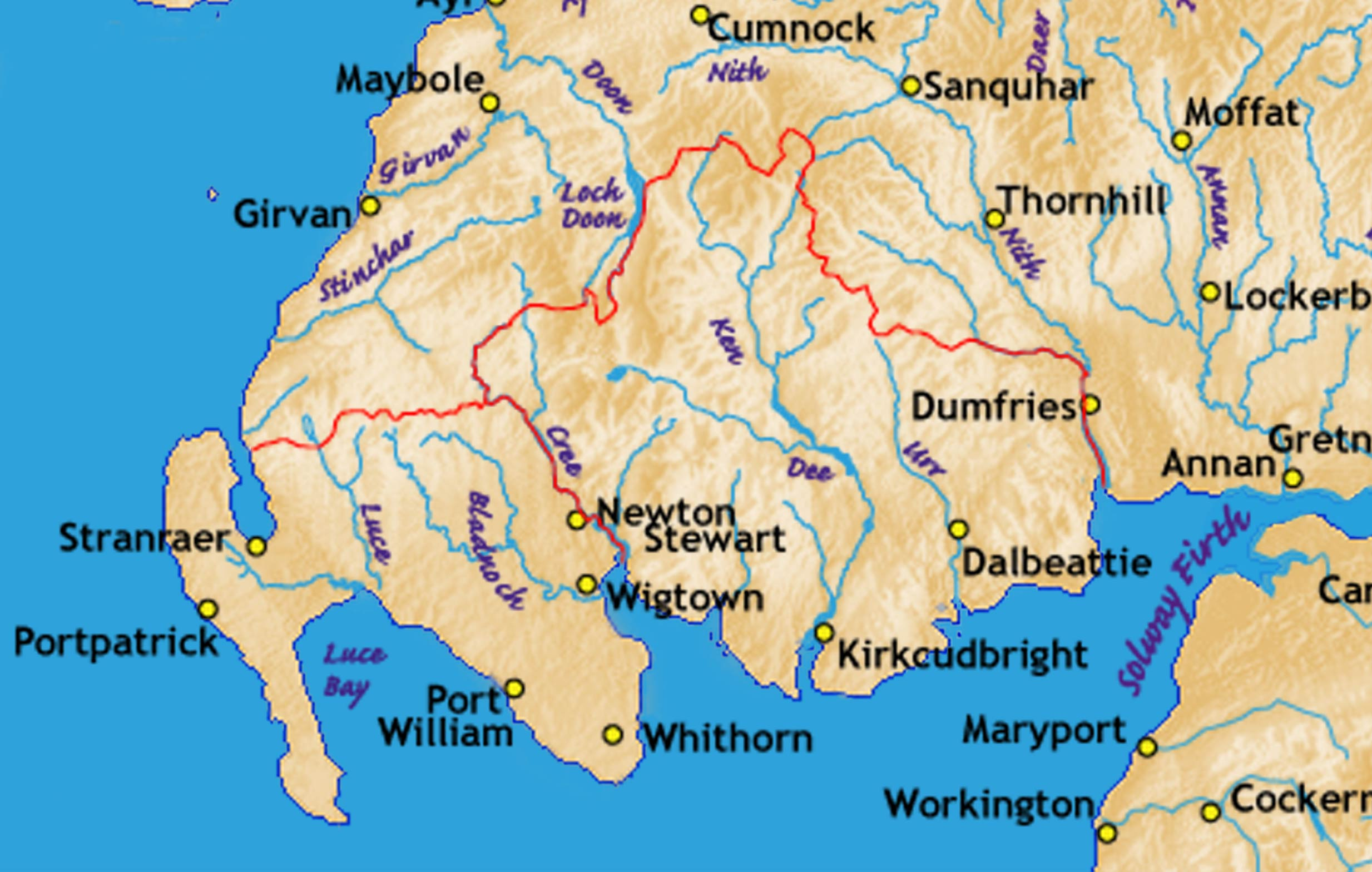
Galloway.

Galloway är en region i sydvästra Skottland som omfattar grevskapen Kirkcudbrightshire och Wigtownshire. 
Galloway slutar i söder med udden Mull of Galloway, där ruiner ännu finns av nordbornas försvarsverk. Galloway anses ha fått sitt namn (latin Gallwegia, angliska Gallweia) efter kelter (galli), som invandrat från Irland. Under förra hälften av 500-talet erövrades landet av anglosaxare från Northumberland, men kelterna verkar ej ha blivit fullständigt underkuvade, då Galloway ännu på 1100-talet kallades "pikternas land". Galloway styrdes efter egna lagar av egna furstar under skotsk överhöghet ända till Alexander II:s regeringstid (1214–1249), då den siste inhemske fursten avled (1233). 
Trakten är historiskt känd för sin boskapsskötsel. En romersk-katolsk biskop med säte i Dumfries bar titeln biskop av Galloway. Galloway tillsammans med grevskapet Dumfriesshire utgör sedan 1975 Dumfries and Galloway.